# NBA Summer League 2010
Navigation
2009 2012
La NBA Summer League 2010 de la National Basketball Association (NBA Summer League) était une ligue de basket-ball professionnelle dirigée par la NBA aux États-Unis juste après la draft de la NBA 2010. Les équipes étaient composées de joueurs qui étaient dans la ligue depuis trois ans ou moins, ainsi que de nouveaux talents. Cela donne aux rookies une chance de s'entraîner contre d'autres joueurs qui sont nouveaux dans la NBA. Les 30 équipes NBA ont participé en plus d'une équipe NBA D-League Select, de sorte que le nombre total d'équipes est de 31, chaque équipe jouant 5 matchs sauf les Kings de Sacramento qui ont joué 6 matchs. Il a eu lieu à Las Vegas, dans le Nevada et à Orlando, en Floride du 5 juillet au 18 juillet 2010.

## Classements
| Équipes                        | Victoires | Défaites | PCT  |
| ------------------------------ | --------- | -------- | ---- |
| Spurs de San Antonio           | 5         | 0        | 100  |
| Raptors de Toronto             | 5         | 0        | 100  |
| Nuggets de Denver              | 4         | 1        | 80,0 |
| Heat de Miami                  | 4         | 1        | 80,0 |
| Trail Blazers de Portland      | 4         | 1        | 80,0 |
| Wizards de Washington          | 4         | 1        | 80,0 |
| Kings de Sacramento            | 4         | 2        | 66,7 |
| Hawks d'Atlanta                | 3         | 2        | 60,0 |
| Cavaliers de Cleveland         | 3         | 2        | 60,0 |
| Warriors de Golden State       | 3         | 2        | 60,0 |
| Rockets de Houston             | 3         | 2        | 60,0 |
| Grizzlies de Memphis           | 3         | 2        | 60,0 |
| Knicks de New York             | 3         | 2        | 60,0 |
| Mavericks de Dallas            | 2         | 3        | 40,0 |
| Pistons de Détroit             | 2         | 3        | 40,0 |
| Bulls de Chicago               | 1         | 4        | 20,0 |
| D-League Select                | 1         | 4        | 20,0 |
| Clippers de Los Angeles        | 1         | 4        | 20,0 |
| Bucks de Milwaukee             | 1         | 4        | 20,0 |
| Timberwolves du Minnesota      | 1         | 4        | 20,0 |
| Suns de Phoenix                | 1         | 4        | 20,0 |
| Lakers de Los Angeles          | 0         | 5        | 0    |
| Hornets de La Nouvelle-Orléans | 0         | 5        | 0    |

| Équipe                  | Victoires | Défaites | PCT  |
| ----------------------- | --------- | -------- | ---- |
| Thunder d'Oklahoma City | 4         | 1        | 80,0 |
| Bobcats de Charlotte    | 3         | 2        | 60,0 |
| Pacers de l'Indiana     | 3         | 2        | 60,0 |
| Nets du New Jersey      | 3         | 2        | 60,0 |
| Jazz de l'Utah          | 3         | 2        | 60,0 |
| 76ers de Philadelphie   | 2         | 3        | 40,0 |
| Celtics de Boston       | 1         | 4        | 20,0 |
| Magic d'Orlando         | 1         | 4        | 20,0 |

## Leaders statistiques
| Joueur          | Équipe                   | Pts/m |
| --------------- | ------------------------ | ----- |
| John Wall       | Wizards de Washington    | 23.5  |
| Reggie Williams | Warriors de Golden State | 22.6  |
| DeMar DeRozan   | Raptors de Toronto       | 21.0  |
| JaVale McGee    | Wizards de Washington    | 19.5  |
| Sam Young       | Grizzlies de Memphis     | 19.4  |

| Joueur           | Équipe                    | Reb/m |
| ---------------- | ------------------------- | ----- |
| DeMarcus Cousins | Kings de Sacramento       | 9.8   |
| Joey Dorsey      | Raptors de Toronto        | 9.8   |
| Jeff Pendergraph | Trail Blazers de Portland | 9.5   |
| JaVale McGee     | Wizards de Washington     | 9.3   |
| Trent Plaisted   | Bulls de Chicago          | 9.0   |

| Joueur          | Équipe                         | Pad/m |
| --------------- | ------------------------------ | ----- |
| John Wall       | Wizards de Washington          | 7.8   |
| Darren Collison | Hornets de La Nouvelle-Orléans | 7.0   |
| Dominic James   | Bucks de Milwaukee             | 6.0   |
| Eugene Jeter    | Cavaliers de Cleveland         | 5.4   |
| Toney Douglas   | Knicks de New York             | 5.2   |

## Meilleurs rookies
| Rang | Joueur           | Équipe              | MJ | Min. | %Tir | %3Pts | %LF  | Reb. | Pad. | Int. | Ctr. | Pts. |
| ---- | ---------------- | ------------------- | -- | ---- | ---- | ----- | ---- | ---- | ---- | ---- | ---- | ---- |
| 1    | John Wall        | Washington Wizards  | 4  | 32.3 | 37,7 | 12,5  | 87,2 | 4.0  | 7.8  | 2.5  | 0.5  | 23.5 |
| 2    | DeMarcus Cousins | Sacramento Kings    | 6  | 29.7 | 33,3 | 0     | 73,5 | 9.8  | 1.8  | 1.5  | 1.2  | 14.5 |
| 3    | Derrick Caracter | Los Angeles Lakers  | 5  | 33.4 | 59,3 | 0     | 65,0 | 8.6  | 1.8  | 0.4  | 1.4  | 15.4 |
| 4    | Dominique Jones  | Dallas Mavericks    | 5  | 32.2 | 42,4 | 0     | 75,0 | 3.8  | 3.4  | 0.8  | 0.6  | 16.6 |
| 5    | Greg Monroe      | Detroit Pistons     | 5  | 30.6 | 52,1 | 0     | 60,5 | 8.0  | 1.2  | 1.8  | 0.4  | 14.6 |
| 6    | Larry Sanders    | Milwaukee Bucks     | 5  | 33.6 | 44,6 | 33,3  | 58,8 | 8.4  | 0.8  | 1.4  | 3.2  | 14.0 |
| 7    | Landry Fields    | New York Knicks     | 5  | 26.0 | 52,7 | 23,1  | 73,9 | 4.8  | 1.2  | 1.6  | 0.6  | 15.6 |
| 8    | Gani Lawal       | Phoenix Suns        | 5  | 27.6 | 49,2 | 0     | 46,3 | 7.4  | 0.2  | 0.6  | 1.0  | 15.4 |
| 9    | Ed Davis         | Toronto Raptors     | 5  | 25.2 | 63,2 | 0     | 62,5 | 6.0  | 1.0  | 0.2  | 1.8  | 12.6 |
| 10   | Quincy Pondexter | New Orleans Hornets | 5  | 32.4 | 40,7 | 33,3  | 78,4 | 4.0  | 2.0  | 1.4  | 0.2  | 15.2 |

MVP : John Wall (Wizards de Washington)